# رهوة فلاحة

تعديل مصدري - تعديل

رهوة فلاحه هي إحدى قرى عزلة سرار بمديرية سرار التابعة لمحافظة أبين، بلغ تعداد سكانها 124 نسمة حسب تعداد اليمن لعام 2004.